# 유계리 상덕사 및 죽림사
유계리 상덕사 및 죽림사는 대한민국 경상북도 포항시 북구 청하면 유계리 407에 있다. 2018년 10월 16일 포항시의 향토문화유산 제2018-04호로 지정되었다.

## 개요
유계리 상덕사와 죽림사는 윤백주와 윤빈 선생을 모시는 사당으로 두 분은 부자간이다. 윤백주는 이 마을 출신으로 1720년 무과에 급제하고 영조 때 이인좌의 난을 진압하는데 공을 세워 수충양무원종공신에 녹훈되었다. 또한 윤빈은 청하 서계리에서 출생하여 무과에 오른 후 강원도에서 일어나 혜적이라는 도적을 토벌한 공으로 추충양무원종공신에 녹훈되어 어모장군 선전관에 제수되었다.